# Betula coriaceifolia
Betula coriaceifolia là một loài thực vật có hoa trong họ Betulaceae. Loài này được V.N.Vassil. mô tả khoa học đầu tiên năm 1970.